# Crotylbromid
Crotylbromid (trans-1-Brom-2-buten) ist eine bromorganische Verbindung mit einer trans-substituierten Kohlenstoff-Kohlenstoff-Doppelbindung. Crotylbromid wird zur Synthese von anderen Crotylverbindungen genutzt.

## Gewinnung und Darstellung
Crotylbromid kann aus Butadien und Bromwasserstoff dargestellt werden, wenn die Reaktion an Luft oder in Gegenwart eines Peroxids (zum Beispiel Ascaridol) durchgeführt wird. Unter Luftausschluss und in Gegenwart eines Antioxidationsmittels entsteht stattdessen 3-Brom-1-buten.

## Reaktionen
Die Reaktion mit Magnesiumspänen in Diethylether oder Dibutylether ergibt Crotylmagnesiumbromid. In einer Nozaki-Hiyama-Reaktion kann es an Aldehyde wie Benzaldehyd addiert werden.